# 219
Il 219 (CCXIX in numeri romani) è un anno  del III secolo.

## Eventi

### Impero romano
- 1º gennaio - Eliogabalo e Quinto Tineio Sacerdote sono eletti consoli.
- Breve e fallimentare rivolta di Gellio Massimo, comandante della Legio IIII Scythica, contro l'imperatore Eliogabalo in Siria.
- Rivolta del senatore Vero, comandante della Legio III Gallica in Siria; la rivolta è sedata, Vero è giustiziato e la legione è sciolta.
- L'imperatore romano Eliogabalo, dopo essere entrato trionfalmente a Roma, sposa Giulia Cornelia Paula.
- L'imperatore Eliogabalo fa assassinare il legato di Cappadocia Marco Munazio Silla Ceriale.

### Cina
- Liu Bei invade la provincia Jing (odierni Hubei e Hunan), ora controllata da Sun Quan e precedentemente appartenuta allo stesso Liu. Per evitare una guerra su due fronti, Sun si sottomette all'autorità di Cao Pi e gli offre di divenire un vassallo del Cao Wei. Liu Ye, importante stratega di Cao, gli consiglia di rifiutare e di invadere il territorio di Sun sfruttando il suo impegno sul fronte contro Liu Bei, espandendo così il territorio del Cao Wei, il che permetterebbe di sconfiggere lo Shu Han più facilmente in un secondo momento. Cao non tiene conto di questo suggerimento e nomina Sun principe di Wu e gli concede le nove dignità.
- Battaglia di Fancheng, combattuta tra il Regno Wei, guidato da Cáo Cāo, e il Regno di Shu.

## Morti
- Guan Yu, generale cinese (n. 162)
- Gellio Massimo, politico e militare romano
- Pang De, militare cinese (n. 170)
- Marco Munazio Silla Ceriale, senatore romano
- Vero, politico e militare romano
- Xiahou Yuan, ufficiale cinese
- Zhang Zhongjing, medico cinese (n. 150)

## Calendario
| Calendario 219 | Calendario 219 | Calendario 219 | Calendario 219 | Calendario 219 | Calendario 219 | Calendario 219 | Calendario 219 | Calendario 219 | Calendario 219 | Calendario 219 | Calendario 219 | Calendario 219 | Calendario 219 | Calendario 219 | Calendario 219 | Calendario 219 | Calendario 219 | Calendario 219 | Calendario 219 | Calendario 219 | Calendario 219 | Calendario 219 | Calendario 219 | Calendario 219 | Calendario 219 | Calendario 219 | Calendario 219 | Calendario 219 | Calendario 219 | Calendario 219 | Calendario 219 | Calendario 219 |
| -------------- | -------------- | -------------- | -------------- | -------------- | -------------- | -------------- | -------------- | -------------- | -------------- | -------------- | -------------- | -------------- | -------------- | -------------- | -------------- | -------------- | -------------- | -------------- | -------------- | -------------- | -------------- | -------------- | -------------- | -------------- | -------------- | -------------- | -------------- | -------------- | -------------- | -------------- | -------------- | -------------- |
|                | 1              | 2              | 3              | 4              | 5              | 6              | 7              | 8              | 9              | 10             | 11             | 12             | 13             | 14             | 15             | 16             | 17             | 18             | 19             | 20             | 21             | 22             | 23             | 24             | 25             | 26             | 27             | 28             | 29             | 30             | 31             |                |
| Gennaio        | Ve             | Sa             | Do             | Lu             | Ma             | Me             | Gi             | Ve             | Sa             | Do             | Lu             | Ma             | Me             | Gi             | Ve             | Sa             | Do             | Lu             | Ma             | Me             | Gi             | Ve             | Sa             | Do             | Lu             | Ma             | Me             | Gi             | Ve             | Sa             | Do             |                |
| Febbraio       | Lu             | Ma             | Me             | Gi             | Ve             | Sa             | Do             | Lu             | Ma             | Me             | Gi             | Ve             | Sa             | Do             | Lu             | Ma             | Me             | Gi             | Ve             | Sa             | Do             | Lu             | Ma             | Me             | Gi             | Ve             | Sa             | Do             |                |                |                |                |
| Marzo          | Lu             | Ma             | Me             | Gi             | Ve             | Sa             | Do             | Lu             | Ma             | Me             | Gi             | Ve             | Sa             | Do             | Lu             | Ma             | Me             | Gi             | Ve             | Sa             | Do             | Lu             | Ma             | Me             | Gi             | Ve             | Sa             | Do             | Lu             | Ma             | Me             |                |
| Aprile         | Gi             | Ve             | Sa             | Do             | Lu             | Ma             | Me             | Gi             | Ve             | Sa             | Do             | Lu             | Ma             | Me             | Gi             | Ve             | Sa             | Do             | Lu             | Ma             | Me             | Gi             | Ve             | Sa             | Do             | Lu             | Ma             | Me             | Gi             | Ve             |                |                |
| Maggio         | Sa             | Do             | Lu             | Ma             | Me             | Gi             | Ve             | Sa             | Do             | Lu             | Ma             | Me             | Gi             | Ve             | Sa             | Do             | Lu             | Ma             | Me             | Gi             | Ve             | Sa             | Do             | Lu             | Ma             | Me             | Gi             | Ve             | Sa             | Do             | Lu             |                |
| Giugno         | Ma             | Me             | Gi             | Ve             | Sa             | Do             | Lu             | Ma             | Me             | Gi             | Ve             | Sa             | Do             | Lu             | Ma             | Me             | Gi             | Ve             | Sa             | Do             | Lu             | Ma             | Me             | Gi             | Ve             | Sa             | Do             | Lu             | Ma             | Me             |                |                |
| Luglio         | Gi             | Ve             | Sa             | Do             | Lu             | Ma             | Me             | Gi             | Ve             | Sa             | Do             | Lu             | Ma             | Me             | Gi             | Ve             | Sa             | Do             | Lu             | Ma             | Me             | Gi             | Ve             | Sa             | Do             | Lu             | Ma             | Me             | Gi             | Ve             | Sa             |                |
| Agosto         | Do             | Lu             | Ma             | Me             | Gi             | Ve             | Sa             | Do             | Lu             | Ma             | Me             | Gi             | Ve             | Sa             | Do             | Lu             | Ma             | Me             | Gi             | Ve             | Sa             | Do             | Lu             | Ma             | Me             | Gi             | Ve             | Sa             | Do             | Lu             | Ma             |                |
| Settembre      | Me             | Gi             | Ve             | Sa             | Do             | Lu             | Ma             | Me             | Gi             | Ve             | Sa             | Do             | Lu             | Ma             | Me             | Gi             | Ve             | Sa             | Do             | Lu             | Ma             | Me             | Gi             | Ve             | Sa             | Do             | Lu             | Ma             | Me             | Gi             |                |                |
| Ottobre        | Ve             | Sa             | Do             | Lu             | Ma             | Me             | Gi             | Ve             | Sa             | Do             | Lu             | Ma             | Me             | Gi             | Ve             | Sa             | Do             | Lu             | Ma             | Me             | Gi             | Ve             | Sa             | Do             | Lu             | Ma             | Me             | Gi             | Ve             | Sa             | Do             |                |
| Novembre       | Lu             | Ma             | Me             | Gi             | Ve             | Sa             | Do             | Lu             | Ma             | Me             | Gi             | Ve             | Sa             | Do             | Lu             | Ma             | Me             | Gi             | Ve             | Sa             | Do             | Lu             | Ma             | Me             | Gi             | Ve             | Sa             | Do             | Lu             | Ma             |                |                |
| Dicembre       | Me             | Gi             | Ve             | Sa             | Do             | Lu             | Ma             | Me             | Gi             | Ve             | Sa             | Do             | Lu             | Ma             | Me             | Gi             | Ve             | Sa             | Do             | Lu             | Ma             | Me             | Gi             | Ve             | Sa             | Do             | Lu             | Ma             | Me             | Gi             | Ve             |                |